# روز ملی کودکان گم‌شده
روز ملی کودکان گم‌شده (به انگلیسی: National Missing Children's Day) روز ۲۵ می هر سال در ایالات متحده آمریکا است. اولین بار رونالد ریگان ۴۰مین رئیس جمهور ایالات متحده آمریکا در سال ۱۹۸۳ میلادی، این روز را که روز گم‌شدن کودکی شش ساله در منطقهٔ سوهو در شهر نیویورک به نام ایتان پات بود، را «روز ملی کودکان گم‌شده» نامید.
ماجرای ناپدید شدن این کودک و بی‌نتیجه ماندن تمام تلاش‌ها برای پیدا کردن ایتان در شهر نیویورک، بسیاری از خانواده‌های آمریکایی را در آن زمان نگران امنیت فرزندان‌شان کرد. هم‌چنین این موضوع باعث شد تا بحث‌های زیادی دربارهٔ آزادی کودکان و امنیت آن‌ها در جامعه آمریکا مطرح شود.